# Hospitation
Eine Hospitation (von lateinisch hospitari ‚zu Gast sein‘) ist ein Besuch eines Außenstehenden in einer Einrichtung, Firma oder Behörde. Der Hospitant (Gast) soll dabei deren Arbeit kennenlernen oder begutachten bzw. arbeitet selbst probeweise mit. Je nach Art der Hospitation kann eine Ähnlichkeit mit dem Praktikum bestehen.

## Lehrerausbildung
Unter Hospitationen im Bereich der Lehrerausbildung versteht man in Deutschland in erster Linie Unterrichtsbesuche, wobei ein Fachleiter einem vom Referendar veranstalteten Unterricht beiwohnt und diesen anschließend mit dem Referendar bespricht, analysiert und gegebenenfalls bewertet. Der Beratungsaspekt sollte dabei durchgängig im Vordergrund stehen.
Die Hospitation dient dazu, dass sich die Ausbilder von Lehramtsanwärtern im Referendariat ein Bild von deren Gestaltung des Unterrichts machen können. Üblich sind zwei Arten des Unterrichtsbesuches, die Beratungsbesuche des Fachleiters/Seminarleiters und die Gruppenhospitationen, an denen alle Referendare des Seminars teilnehmen. Meist finden zwei bis drei Unterrichtsbesuche je Schulhalbjahr statt. Das Hauptaugenmerk der Seminarleitung liegt bei den ersten Besuchen auf der Lehrerpersönlichkeit, später auf der didaktisch-methodischen Durchführung des Unterrichts.
Ziel ist es, zu prüfen, ob das an der Hochschule erlernte theoretische Wissen in die Praxis umgesetzt wird. Bei Gruppenhospitationen wird der Kreis der Teilnehmer entsprechend erweitert (z. B. das gesamte Fachseminar). Für die Analyse und Besprechung derartiger Hospitationen sind schriftlich dokumentierte Unterrichtsentwürfe notwendig. In diesen werden mindestens die Lernziele und Verlaufsphasen sowie in ausführlichen Entwürfen die didaktischen und methodischen Entscheidungen und deren Begründungen festgehalten. Unterrichtsbesuche im Vorbereitungsdienst werden nicht zwingend benotet (Ausnahmen gibt es auch in den Prüfungsordnungen).
Hospitationen sind auch in der Form denkbar, dass Referendare zuerst den Unterricht des Fachleiters oder anderer Lehrer besuchen, um sich daraus hilfreiche Handlungsmuster abzuschauen, und dass besagter Unterricht des Fachleiters zum Gegenstand der Analyse und Besprechung wird, sodass der Referendar erst in einem nachfolgenden Schritt mit dem Unterrichten beginnt. In dieser Weise wird es etwa in Österreich gemacht. Dort werden die Lehramtskandidaten in ein Minipraktikum geschickt, in welchem sie erst mal nur Unterricht beobachten, protokollieren, auswerten und sich mit anderen Referendaren über ihre Beobachtungen austauschen. Erst danach beginnen die Referendare, selbst eigene Unterrichtseinheiten zu entwerfen und umzusetzen.
Zur Analyse werden Hospitationskritierien eingesetzt. Diese sind beispielsweise
- Aktivierung des Motivationspotenzials
- Art, wie die Lernenden Selbstwirksamkeit erleben können
- Art, wie Lernstrategien und Metakognition eingesetzt und geübt werden
- Einbindung in Lebens- und Verwendungsbezüge
- Modellbildung und Anregung zur konstruktivistischen Einbindung in das eigene Weltbild der Lerner

## Weitere Bereiche und Bedeutungen
- In der Medizin versteht man unter Hospitation die Arbeit als Gastarzt oder -pflegekraft in einem Krankenhaus, durch die festgestellt wird, ob man für eine (Fortbildungs-)Stelle geeignet ist. Viele Ärzte aus dem Ausland gehen den Weg über eine Hospitation, um sich auf die Prüfung zur Anerkennung ihrer ärztlichen Approbation vorzubereiten. Hospitationen werden auch von in einer bestimmten Methode besonders erfahrenen Ärzten angeboten, die ihre Expertise weitergeben. Die Teilnahme an einer solchen Hospitation dient z. B. dem Kennenlernen und Erlernen neuer chirurgischer Operationsverfahren.
- Am Theater wird bei der Hospitation die Eignung des Schauspielers für eine Stelle im Ensemble geprüft.
- Journalistische Hospitanzen sind (meist vierwöchige) Aufenthalte in Redaktionen während des Studiums. Sie bieten den Hospitanten Einblicke in Hörfunk, Fernsehen, Print- oder Online-Journalismus.
- Gasthörer hospitieren bei Vorlesungen an einer Hochschule oder Schule meist kostenpflichtig, aber ohne Prüfungspflichten.
- Hospitationen können auch im Rahmen einer Berufsausbildung oder eines Praktikums als Kurzaufenthalte in anderen Sachbereichen (auch 'Stage' genannt) durchgeführt werden.
- In anderen beruflichen Zweigen, z. B. der Polizei, sind Hospitationen zu Weiterbildungszwecken möglich oder üblich.
- Der Besuch eines Superintendenten in einer von ihm beaufsichtigten Kirchengemeinde wird Visitation oder Hospitation genannt.
- Ein Abgeordneter, der sich als Gast einer Fraktion anschließt bzw. von ihr als Gast akzeptiert wird, wird Hospitant genannt (siehe Fraktion (Politik)).